# Raio Negro (Gedeone Malagola)
Raio Negro é um super-herói brasileiro criado por Gedeone Malagola e lançado em 1966 pela GEP de Miguel Penteado. Sua origem é parecida com a do Lanterna Verde da Era de Prata e seu uniforme do herói  se assemelha ao do Cíclope dos X-Men. Curiosamente, o próprio Malagola roteirizou histórias dos X-Men publicadas na revista Edições GEP. A revista foi elogiada pela Censura durante a Ditadura Militar.

## Contexto
As histórias em quadrinho já era um mercado consolidado no Brasil, vendendo mais de 20 milhões de exemplares por mês. Também, o trabalho de quadrinhista era árduo e mal-pago. Editores como Aizen e Roberto Marinho publicavam principalmente títulos de super-heróis estrangeiros, que dificultava a entrada de quadrinhistas nacionais no mercado. Por isso, discutia-se a nacionalização dos quadrinhos, que ganhou força com a pressão de sindicatos como a  Associação dos Desenhistas de São Paulo (ADESP) nos governos JK e Jânio. Nesse contexto, uma editora nacional que se sobressai é a Editora Continental, que publicava apenas histórias brasileiras. Durante a presidência de Goulart, foi elaborada uma lei que reservava 60% do mercado para os quadrinhistas brasileiros, porém ela só foi aceita durante o regime militar de Castelo Branco, mas ela não chegou realmente a ser posta em prática. Os quadrinhos também foram as primeiras vítimas da censura durante a Ditadura Militar, com a Lei das Publicações Perniciosas aos Jovens. Muitos dos artistas perderam seu emprego, e a Continental contratou vários deles. Nesse cenário de hipercompetitividade e de dominação do mercado por histórias americanas, surgiram quadrinhos nacionais baseados ou até mesmo copiados dos quadrinhos de super-heróis. Destaca-se as revistas Hur, Fikon, Super-Héros, Targo e Escorpião.
Geodone Malagola trabalhava na Polícia Militar de São Paulo, mas já havia trabalhado como desenhista e roteirista de revistas de super-heróis, como Capitão 7 e Vigilante Rodoviário. Também havia militado pela nacionalização dos quadrinhos enquanto membro da ADESP, juntamente com Mauricio de Sousa.

## Criação
Raio Negro foi criado por Gedeone Malagola a pedido de Jayme Cortez. Inicialmente, Gedeone mostrou o Homem-Lua mas esse personagem foi recusado. Para mostrar o que queria, Cortez apresentou a Gedeone revistas dos heróis da DC Comics: Flash, Lanterna Verde e Adam Strange. Dos três, o Lanterna Verde foi o personagem que mais agradou Gedeone e assim ele elaborou a origem do Raio Negro. Uma diferença na história é que enquanto o americano Hal Jordan (identidade do Lanterna Verde) era um aviador civil, o brasileiro Roberto Salles (o Raio Negro) era um piloto militar (da FAB - Força Aérea Brasileira), segundo Gedeone Malagola, o visor usado pelo Raio Negro nada tem a ver com o do Ciclope, sua inspiração teria sido um óculos do vilão Slits da tira Terry e os piratas de Milton Caniff. Até então, as histórias solo do Lanterna Verde eram inéditas no Brasil, embora o herói tenha aparecido em uma história do Adam Strange na revista O Homem no Espaço nº 12  da Editora O Cruzeiro publicada em 1962, onde foi chamado de Anel Verde.
Para completar a revista Raio Negro  nº1 foi incluída uma história solo do Homem-Lua (inspirado em O Fantasma de Lee Falk). A revista também publicaria histórias do Hydroman (inspirado no Namor da Marvel) e até mesmo um crossover com o Homem-Lua e um com o Hydroman.

## Análise crítica
Raio Negro trás muitos elementos de ficção científica, como os presentes nas histórias de Hal Jordan. Originalmente, o Lanterna Verde possuía poderes místicos, porém foi remodelado durante a Era de Prata. Hal Jordan era um piloto de testes e recebeu seu anel do alienígena moribundo Abin Sur, que deve ser recarregado com uma bateria energética. Similarmente, o tenente Roberto Salles é um piloto de caça da FAB que é selecionado para ser o primeiro astronauta brasileiro. Ele ajuda um alienígena ferido de Saturno e recebe seu anel, que funciona com a energia magnética do planeta. Nota-se a inserção do Brasil na corrida espacial. Também, ambas as histórias abordavam o perigo atômico, vilões que visavam roubar informações secretas da nação e cientistas com pretensões de dominação mundial, temas vigentes na Guerra Fria. Apesar disso, ambas histórias traziam uma fascinação com a era espacial e otimismo em relação ao futuro. E, assim como Hal Jordan possui laços românticos com a filha de seu chefe, Carol Ferris, Roberto Salles é apaixonado por Marajoara Campos, filha de seu superior. A postura de Raio Negro perante a sociedade também é muito similar ao Lanterna Verde. Na época, os quadrinhos traziam aspirações da classe média americana, onde o herói cooperava com o governo no combate ao crime e era um modelo de bom comportamento para as crianças. As semelhanças ocorrem justamente por causa da presença em massa de histórias americanas em solo brasileiro, que levou os artistas a copiarem o estilo para conquistarem uma fatia do mercado. Alguns autores classificam essas histórias como cópias mal-feitas, por ser uma "duplicação da forma sem uma elaboração crítica do conteúdo, num ato passivo de ceder sua voz à voz do outro". Ainda, argumenta-se que tais características não se adequavam à realidade brasileira, pois o super-herói nasce de uma cultura bélica, onde ele garante o funcionamento da sociedade americana. Estudiosos defendem que o herói brasileiro deveria trazer conceitos da carnavalização e do homem cordial, onde as relações impessoais e as brechas e contradições do sistema ditam sua vida. Em outras palavras, o super-herói brasileiro é o arquétipo do malandro, que seria reconhecido como um anti-herói nos Estados Unidos.
Críticos a essa visão trazem que a identidade nacional não é algo imutável, mas uma constante luta por representação. Outro ponto é que se os valores americanos fossem tão distantes da realidade brasileira, a revista jamais faria sucesso. O Brasil é o segundo maior mercado consumidor de super-heróis do mundo. Além disso, a revista do Raio Negro trás elementos únicos. Por exemplo, o vilão principal, Op Art, apesar de ser um cientista alemão que quer dominar o mundo, é baseado no movimento artístico homônimo. Também, o traço de Lanterna Verde é tradicional. Já Malagola subvertia o uso dos quadros e trazia elementos nacionais reconhecíveis ao público nos cenários. E, por conta do limite tecnológico, o artista precisou trabalhar com o contraste de preto e branco para apresentar as cenas de ação. Oturo fator é o militarismo presente em Raio Negro. Enquanto Hal Jordan é um piloto de testes de uma empresa de aviação, Ricardo Salles é membro da FAB, ou seja, é parte do governo militar. Inclusive, membros da alta cúpula militar são frequentemente retratados em reuniões em Brasília para a elaboração de planos de segurança, que seriam postos em prática por Raio Negro. Portanto, a história não seria uma simples cópia de Lanterna Verde.

## História das publicações
A primeira série de revistas teve início em 1966 e durou 15 edições consecutivas publicadas pela Gráfica Editora Penteado (GEP). Todas desenhadas e roteirizadas por Gedeone Malagola, exceto a edição 13 que teve Edmundo Rodrigues como ilustrador. Além disso, a GAP publicou um almanaque e edições especiais, totalizando 24 edições. Em Raio Negro  nº15, o herói luta ao lado de Unus, um vilão dos X-Men. Das revistas que copiavam as histórias americanas, Raio Negro foi a mais popular.
Após o cancelamento da revista, o personagem caiu no limbo editorial, porém continuou fazendo sucesso entre os fãs. Em 1981, o Raio Negro ganhou uma edição especial de 100 páginas pela editora Grafipar do estado do Paraná. Porém, devido à crise econômica, a editora entrou em falência.
Em 1989, a Editora Phenix lançou uma edição com história inédita.
No início dos anos 90 teve dois números publicados pela Editora ICEA.
Em 1998, teve uma história publicada na revista Metal Pesado.
Em 2005 participou de um crossover com o super-herói Cometa de Samicler Gonçalves na versão brasileira da Revista Wizard editada pela Panini Comics.
No ano seguinte, o herói participou da sexta edição da revista do herói, onde encontra com outros heróis: Nova, de Emir Ribeiro e Escorpião, de Wilson Fernandes e Rodolfo Zalla.

## Biografia do herói
Tenente Roberto Salles é um piloto da FAB e é selecionado para ser o primeiro astronauta brasileiro. É enviado da Barreira do Inferno ao espaço no foguete Santos Dumont I, numa missão secreta em voo orbital. Encontra e é capturado por um disco voador. No interior da nave está um ser agonizante chamado Lid, oriundo do planeta Saturno. A espaçonave tinha sido atingida por um meteoro. Roberto Salles recebe as instruções do alienígena e consegue desviar a nave e chegar até Saturno. Recebe como recompensa de Lid (por ter arriscado a vida para salvar a do alienígena) o anel de luz negra feito com a energia magnética de Saturno que contém super-poderes, e, finalmente, volta à Terra, prometendo só usar o anel para o bem, assumindo uma nova identidade para combater os criminosos. Roberto namora Marajoara Campos, filha do Coronel Campos.
Seu principal inimigo é o Capitão Op-Art, cujo nome verdadeiro é Duarte Rodrigues, cientista especializado em robótica, formado na Alemanha e que foi afastado das Forças Armadas por desequilíbrio mental. Op-Art é inspirado fisicamente em Gedeone. O nome Op-Art é uma alusão ao movimento artístico homônimo, por conta do vilão usar ilusões psicodélicas para atacar seus inimigos.

### Características
- Traje todo preto
- Botas e luvas douradas
- Visor Dourado
- Anel oriundo de Saturno

## Poderes concedidos pelo anel
- Superforça
- Voo
- Supervelocidade
- Raios de energia que saem do anel